# Quận Ada, Idaho
Quận Ada (tiếng Anh: Ada County) là một quận trong tiểu bang Idaho, Hoa Kỳ. Quận lỵ đóng ở thành phố Boise2, đây là thành phố lớn nhất quận. Theo kết quả điều tra dân số năm 2000 của Cục điều tra dân số Hoa Kỳ, quận có dân số 300.904 người.
Các thành phố khác trong quận với hơn 10.000 cư dân bao gồm Meridian, Eagle, Kuna, và thành phố Garden.

## Địa lý
Theo Cục Điều tra Dân số Hoa Kỳ, quận có tổng diện tích là 1.060 dặm vuông (2.700 km2), trong đó, 1.055 dặm vuông (2.730 km2) là đất và 5 dặm vuông (13 km2) của nó (0,50 %) là diện tích mặt nước. Sông Boise chảy qua phần phía bắc của quận, và biên giới phía tây bắc giáp với chân đồi của dãy núi Boise, đỉnh núi nằm ở quận liền kề quận Boise. Ranh giới phía Tây Nam của quận giáp với sông Snake.

### Giáp ranh
- Quận Boise - đông bắc
- Quận Elmore - đông
- Quận Owyhee - nam
- Quận Canyon - tây
- Quận Gem - tây bắc

## Thông tin nhân khẩu
Theo điều tra dân 2 năm 2000, đã có 300.904 người, 113.408 hộ gia đình, và 77.344 gia đình sống trong quận. Mật độ dân số là 285/mi ² (110/km ²). Đã có 118.516 đơn vị nhà ở với mật độ trung bình là 112/mi ² (43/km ²). Các dân tộc sinh sống ở quận gồm 92,86% người da trắng, 0,65% da đen hay Mỹ gốc Phi, 0,69% người Mỹ bản xứ, 1,74% người châu Á, Thái Bình Dương 0,15%, 1,67% từ các chủng tộc khác, và 2,24% từ hai hoặc nhiều chủng tộc. Hispanic hay Latino thuộc chủng tộc nào được 4,48% dân số.
Đã có 113.408 hộ, trong đó 36,20% có trẻ em dưới 18 tuổi sống chung với họ, 55,10% là các cặp vợ chồng sống với nhau, 9,40% có chủ hộ là nữ không có mặt chồng, và 31,80% là không lập gia đình. 23,80% của tất cả các hộ gia đình đã được tạo thành từ các cá nhân và 6,07% có người sống một mình 65 tuổi trở lên đã được người. Bình quân mỗi hộ là 2,59 và cỡ gia đình trung bình là 3,11.
Trong quận có dân số với độ tuổi 27,30% ở độ tuổi dưới 18, 10,30% 18-24, 32,50% 25-44, 20,80% 45-64, và 9,10% 65 tuổi trở lên. Tuổi trung bình là 33 năm. Cứ mỗi 100 nữ có 100,6 nam giới. Cứ mỗi 100 nữ 18 tuổi trở lên, có 98,9 nam giới.
Thu nhập trung bình cho một hộ gia đình trong quận đã được $ 46.140, và thu nhập trung bình cho một gia đình là $ 54,416. Nam giới có thu nhập trung bình $ 37.867 so với 26.453 $ cho phái nữ. Thu nhập trên đầu cho các quận được $ 22,519. Giới 5,40% gia đình và 7,70% dân số sống dưới mức nghèo khổ, trong đó có 9,20% của những người dưới 18 tuổi và 5,70% có độ tuổi từ 65 trở lên.